# Synopeas prospectum
Synopeas prospectum är en stekelart som beskrevs av Förster 1861. Synopeas prospectum ingår i släktet Synopeas och familjen gallmyggesteklar. Inga underarter finns listade i Catalogue of Life.